# Ermita de Andra Mari de Agirre y de las Nieves
La Ermita de Andra Mari de Agirre y de las Nieves, también llamada Ermita de Nuestra Señora de las Nieves, Ermita de Andra Mari de Agirre —Agirre Andra Mariren Baseliza en euskera— o simplemente Ermita de Andra Mari es una ermita con jurisdicción eclesiástica de Plencia, situada en terrenos de jurisdicción civil de Górliz, Vizcaya. Se encuentra en el barrio de Agirre (también llamado barrio de Andra Mari), en un alto sobre el barrio de Gandia de Gorliz, y sobre la villa de Plencia, junto a una campa desde la que se puede ver la bahía de Plencia de y la desembocadura de la ría de Plencia. 

## Historia
En el siglo XI existía ya una ermita en el lugar. Fue la primera iglesia monasterial de la Casa de Butrón. Junto a ella antiguamente se encendían hogueras para guiar a las embarcaciones hacia el puerto de Plencia. Antes de una remodelación a finales del siglo XX, la ermita guardaba numerosos exvotos, como miniaturas de barcos.

## Descripción
Su planta es rectangular, de 8,15 por 16,30 metros. Los muros son de mampostería vista. Tiene cubierta a dos aguas en el cuerpo principal, así como una cubierta más baja en el pórtico delantero y del lado del Evangelio. La espadaña es de sillería y tiene un vano con dos campanas. En el lado norte y en el Oeste tiene puertas adinteladas; en el lado Sur, dos ventanas adinteladas, y en el centro de la fachada Oeste, bajo la espadaña, una ventana circular. El pavimento es de terrazo. Tiene un coro de hormigón, con balaustrada de hierro. En la fachada principal tiene también una placa con la inscripción «NTRA. SRA. DE AGUIRRE Y DE LAS NIEVES ANDRA-MARI».

## Culto
En la ermita se celebra culto dominical. Tiene pila bautismal y sagrario. El 5 de agosto se celebra misa cantada y romería, así como varios festejos en las campas de alrededor en los días cercanos. El 3 de febrero, festividad de San Blas, se celebra misa en la que se bendicen cordones y caramelos, que según la tradición, protegen la garganta. El 15 de mayo, San Isidro Labrador, la Hermandad de Ganaderos celebra reunión anual en la ermita, y se oficia misa por los difuntos.